# Tirreno–Adriatico 2025
Tirreno–Adriatico 2025 var den 60:e upplagan av det italienska etapploppet Tirreno–Adriatico. Cykelloppets sju etapper kördes mellan den 10 och 16 mars 2025 med start i Lido di Camaiore och målgång i San Benedetto del Tronto. Loppet var en del av UCI World Tour 2025 och vanns av spanske Juan Ayuso från cykellaget UAE Team Emirates XRG.

## Deltagande lag
| WorldTeams (18)- EF Education-EasyPost - Alpecin-Deceuninck - Arkéa-B&B Hotels - XDS Astana Team - Bahrain-Victorious - Cofidis - Decathlon AG2R La Mondiale Team - Groupama-FDJ - Ineos Grenadiers - Intermarché-Wanty - Lidl-Trek - Movistar Team - Red Bull-BORA-hansgrohe - Soudal Quick-Step - Team Picnic-PostNL - Team Jayco AlUla - Team Visma \| Lease a Bike - UAE Team Emirates XRG ProTeams (6)- Israel-Premier Tech - Uno-X Mobility - Q36.5 Pro Cycling Team - Team Polti VisitMalta - Tudor Pro Cycling Team - VF Group-Bardiani CSF-Faizanè |
| |

## Etapper
| Etapp | Datum  | Start – mål                                     | type        | Distans (km) | Höjdskillnad (m) | Etappvinnare     | Totalledare   |
| ----- | ------ | ----------------------------------------------- | ----------- | ------------ | ---------------- | ---------------- | ------------- |
| 1     | 10 mar | Lido di Camaiore – Lido di Camaiore             | Tempoetapp  | 9,9          | 10 m             | Filippo Ganna    | Filippo Ganna |
| 2     | 11 mar | Camaiore – Follonica                            | Flack etapp | 192          | 1 245 m          | Jonathan Milan   | Filippo Ganna |
| 3     | 12 mar | Follonica – Colfiorito                          | Bergsetapp  | 239          | 3 236 m          | Andrea Vendrame  | Filippo Ganna |
| 4     | 13 mar | Norcia – Trasacco                               | Kuperat     | 190          | 2 610 m          | Olav Kooij       | Filippo Ganna |
| 5     | 14 mar | Ascoli Piceno – Pergola                         | Kuperat     | 205          | 3 499 m          | Fredrik Dversnes | Filippo Ganna |
| 6     | 15 mar | Cartoceto – Frontignano                         | Bergsetapp  | 163          | 3 508 m          | Juan Ayuso       | Juan Ayuso    |
| 7     | 16 mar | Porto Potenza Picena – San Benedetto del Tronto | Flack etapp | 147          | 1 008 m          | Jonathan Milan   | Juan Ayuso    |

### 1:a etappen
| Lido di Camaiore - Lido di Camaiore | Tempoetapp | (9,9 km) |

| \| Placeringar i etappen \| Placeringar i etappen \| Placeringar i etappen \| Placeringar i etappen \| Placeringar i etappen \| \| Cyklist \| Cyklist \| Lag \| Tid \| \| \| --------------------- \| --------------------- \| --------------------- \| --------------------- \| --------------------- \| \| 1. \| Filippo Ganna \| Ineos Grenadiers \| 12' 17" \| \| \| 2. \| Juan Ayuso \| UAE Team Emirates XRG \| + 22" \| \| \| 3. \| Johan Price-Pejtersen \| Alpecin-Deceuninck \| + 27" \| \| \| 4. \| Antonio Tiberi \| Bahrain Victorious \| + 28" \| \| \| 5. \| Jonathan Milan \| Lidl-Trek \| + 30" \| \| \| 6. \| Derek Gee \| Israel-Premier Tech \| + 35" \| \| \| 7. \| Mattia Cattaneo \| Soudal Quick-Step \| + 36" \| \| \| 8. \| Søren Wærenskjold \| Uno-X Mobility \| + 36" \| \| \| 9. \| Isaac Del Toro \| UAE Team Emirates XRG \| + 37" \| \| \| 10. \| Kévin Vauquelin \| Arkéa-B&B Hotels \| + 40" \| \| |                       |                       |         |
| |                       |                       |         |
| |                       |                       |         |
| Placeringar i etappen |                       |                       |         |
| Cyklist | Cyklist               | Lag                   | Tid     |
| 1. | Filippo Ganna         | Ineos Grenadiers      | 12' 17" |
| 2. | Juan Ayuso            | UAE Team Emirates XRG | + 22"   |
| 3. | Johan Price-Pejtersen | Alpecin-Deceuninck    | + 27"   |
| 4. | Antonio Tiberi        | Bahrain Victorious    | + 28"   |
| 5. | Jonathan Milan        | Lidl-Trek             | + 30"   |
| 6. | Derek Gee             | Israel-Premier Tech   | + 35"   |
| 7. | Mattia Cattaneo       | Soudal Quick-Step     | + 36"   |
| 8. | Søren Wærenskjold     | Uno-X Mobility        | + 36"   |
| 9. | Isaac Del Toro        | UAE Team Emirates XRG | + 37"   |
| 10. | Kévin Vauquelin       | Arkéa-B&B Hotels      | + 40"   |

| \| Totaltävlingen \| Totaltävlingen \| Totaltävlingen \| Totaltävlingen \| Totaltävlingen \| \| Cyklist \| Cyklist \| Lag \| Tid \| \| \| -------------- \| --------------------- \| --------------------- \| -------------- \| -------------- \| \| 1. \| Filippo Ganna \| Ineos Grenadiers \| 12' 17" \| \| \| 2. \| Juan Ayuso \| UAE Team Emirates XRG \| + 23" \| \| \| 3. \| Johan Price-Pejtersen \| Alpecin-Deceuninck \| + 28" \| \| \| 4. \| Antonio Tiberi \| Bahrain Victorious \| + 29" \| \| \| 5. \| Jonathan Milan \| Lidl-Trek \| + 31" \| \| \| 6. \| Derek Gee \| Israel-Premier Tech \| + 34" \| \| \| 7. \| Mattia Cattaneo \| Soudal Quick-Step \| + 36" \| \| \| 8. \| Søren Wærenskjold \| Uno-X Mobility \| + 37" \| \| \| 9. \| Isaac Del Toro \| UAE Team Emirates XRG \| + 38" \| \| \| 10. \| Kévin Vauquelin \| Arkéa-B&B Hotels \| + 41" \| \| |                       |                       |         |
| |                       |                       |         |
| |                       |                       |         |
| Totaltävlingen |                       |                       |         |
| Cyklist | Cyklist               | Lag                   | Tid     |
| 1. | Filippo Ganna         | Ineos Grenadiers      | 12' 17" |
| 2. | Juan Ayuso            | UAE Team Emirates XRG | + 23"   |
| 3. | Johan Price-Pejtersen | Alpecin-Deceuninck    | + 28"   |
| 4. | Antonio Tiberi        | Bahrain Victorious    | + 29"   |
| 5. | Jonathan Milan        | Lidl-Trek             | + 31"   |
| 6. | Derek Gee             | Israel-Premier Tech   | + 34"   |
| 7. | Mattia Cattaneo       | Soudal Quick-Step     | + 36"   |
| 8. | Søren Wærenskjold     | Uno-X Mobility        | + 37"   |
| 9. | Isaac Del Toro        | UAE Team Emirates XRG | + 38"   |
| 10. | Kévin Vauquelin       | Arkéa-B&B Hotels      | + 41"   |

### 2:a etappen
| Camaiore - Follonica | Flack etapp | (192 km) |

| \| Placeringar i etappen \| Placeringar i etappen \| Placeringar i etappen \| Placeringar i etappen \| Placeringar i etappen \| \| Cyklist \| Cyklist \| Lag \| Tid \| \| \| --------------------- \| --------------------- \| ----------------------------- \| --------------------- \| --------------------- \| \| 1. \| Jonathan Milan \| Lidl-Trek \| 4t 45' 13" \| \| \| 2. \| Maikel Zijlaard \| Tudor Pro Cycling Team \| + 0" \| \| \| 3. \| Paul Penhoët \| Groupama-FDJ \| + 0" \| \| \| 4. \| Olav Kooij \| Team Visma \\| Lease a Bike \| + 0" \| \| \| 5. \| Simone Consonni \| Lidl-Trek \| + 0" \| \| \| 6. \| Sam Bennett \| Decathlon-AG2R La Mondiale \| + 0" \| \| \| 7. \| Jake Stewart \| Israel-Premier Tech \| + 0" \| \| \| 8. \| Tim van Dijke \| Red Bull-Bora-Hansgrohe \| + 0" \| \| \| 9. \| Bryan Coquard \| Cofidis \| + 0" \| \| \| 10. \| Enrico Zanoncello \| VF Group-Bardiani CSF-Faizanè \| + 0" \| \| |                   |                               |            |
| |                   |                               |            |
| |                   |                               |            |
| Placeringar i etappen |                   |                               |            |
| Cyklist | Cyklist           | Lag                           | Tid        |
| 1. | Jonathan Milan    | Lidl-Trek                     | 4t 45' 13" |
| 2. | Maikel Zijlaard   | Tudor Pro Cycling Team        | + 0"       |
| 3. | Paul Penhoët      | Groupama-FDJ                  | + 0"       |
| 4. | Olav Kooij        | Team Visma \| Lease a Bike    | + 0"       |
| 5. | Simone Consonni   | Lidl-Trek                     | + 0"       |
| 6. | Sam Bennett       | Decathlon-AG2R La Mondiale    | + 0"       |
| 7. | Jake Stewart      | Israel-Premier Tech           | + 0"       |
| 8. | Tim van Dijke     | Red Bull-Bora-Hansgrohe       | + 0"       |
| 9. | Bryan Coquard     | Cofidis                       | + 0"       |
| 10. | Enrico Zanoncello | VF Group-Bardiani CSF-Faizanè | + 0"       |

| \| Totaltävlingen \| Totaltävlingen \| Totaltävlingen \| Totaltävlingen \| Totaltävlingen \| \| Cyklist \| Cyklist \| Lag \| Tid \| \| \| -------------- \| --------------------- \| ---------------------- \| -------------- \| -------------- \| \| 1. \| Filippo Ganna \| Ineos Grenadiers \| 4t 57' 30" \| \| \| 2. \| Jonathan Milan \| Lidl-Trek \| + 19" \| \| \| 3. \| Juan Ayuso \| UAE Team Emirates XRG \| + 22" \| \| \| 4. \| Johan Price-Pejtersen \| Alpecin-Deceuninck \| + 28" \| \| \| 5. \| Antonio Tiberi \| Bahrain Victorious \| + 29" \| \| \| 6. \| Derek Gee \| Israel-Premier Tech \| + 34" \| \| \| 7. \| Mattia Cattaneo \| Soudal Quick-Step \| + 36" \| \| \| 8. \| Søren Wærenskjold \| Uno-X Mobility \| + 37" \| \| \| 9. \| Isaac Del Toro \| UAE Team Emirates XRG \| + 38" \| \| \| 10. \| Maikel Zijlaard \| Tudor Pro Cycling Team \| + 40" \| \| |                       |                        |            |
| |                       |                        |            |
| |                       |                        |            |
| Totaltävlingen |                       |                        |            |
| Cyklist | Cyklist               | Lag                    | Tid        |
| 1. | Filippo Ganna         | Ineos Grenadiers       | 4t 57' 30" |
| 2. | Jonathan Milan        | Lidl-Trek              | + 19"      |
| 3. | Juan Ayuso            | UAE Team Emirates XRG  | + 22"      |
| 4. | Johan Price-Pejtersen | Alpecin-Deceuninck     | + 28"      |
| 5. | Antonio Tiberi        | Bahrain Victorious     | + 29"      |
| 6. | Derek Gee             | Israel-Premier Tech    | + 34"      |
| 7. | Mattia Cattaneo       | Soudal Quick-Step      | + 36"      |
| 8. | Søren Wærenskjold     | Uno-X Mobility         | + 37"      |
| 9. | Isaac Del Toro        | UAE Team Emirates XRG  | + 38"      |
| 10. | Maikel Zijlaard       | Tudor Pro Cycling Team | + 40"      |

### 3:e etappen
| Follonica - Colfiorito | Bergsetapp | (239 km) |

| \| Placeringar i etappen \| Placeringar i etappen \| Placeringar i etappen \| Placeringar i etappen \| Placeringar i etappen \| \| Cyklist \| Cyklist \| Lag \| Tid \| \| \| --------------------- \| --------------------- \| ----------------------------- \| --------------------- \| --------------------- \| \| 1. \| Andrea Vendrame \| Decathlon-AG2R La Mondiale \| 6t 28' 25" \| \| \| 2. \| Tom Pidcock \| Q36.5 Pro Cycling Team \| + 0" \| \| \| 3. \| Romain Grégoire \| Groupama-FDJ \| + 0" \| \| \| 4. \| Rick Pluimers \| Tudor Pro Cycling Team \| + 0" \| \| \| 5. \| Roger Adrià \| Red Bull-Bora-Hansgrohe \| + 0" \| \| \| 6. \| Simone Velasco \| XDS Astana Team \| + 0" \| \| \| 7. \| Filippo Fiorelli \| VF Group-Bardiani CSF-Faizanè \| + 0" \| \| \| 8. \| Alex Aranburu \| Cofidis \| + 0" \| \| \| 9. \| Samuele Battistella \| EF Education-EasyPost \| + 0" \| \| \| 10. \| Filippo Ganna \| Ineos Grenadiers \| + 0" \| \| |                     |                               |            |
| |                     |                               |            |
| |                     |                               |            |
| Placeringar i etappen |                     |                               |            |
| Cyklist | Cyklist             | Lag                           | Tid        |
| 1. | Andrea Vendrame     | Decathlon-AG2R La Mondiale    | 6t 28' 25" |
| 2. | Tom Pidcock         | Q36.5 Pro Cycling Team        | + 0"       |
| 3. | Romain Grégoire     | Groupama-FDJ                  | + 0"       |
| 4. | Rick Pluimers       | Tudor Pro Cycling Team        | + 0"       |
| 5. | Roger Adrià         | Red Bull-Bora-Hansgrohe       | + 0"       |
| 6. | Simone Velasco      | XDS Astana Team               | + 0"       |
| 7. | Filippo Fiorelli    | VF Group-Bardiani CSF-Faizanè | + 0"       |
| 8. | Alex Aranburu       | Cofidis                       | + 0"       |
| 9. | Samuele Battistella | EF Education-EasyPost         | + 0"       |
| 10. | Filippo Ganna       | Ineos Grenadiers              | + 0"       |

| \| Totaltävlingen \| Totaltävlingen \| Totaltävlingen \| Totaltävlingen \| Totaltävlingen \| \| Cyklist \| Cyklist \| Lag \| Tid \| \| \| -------------- \| --------------- \| --------------------- \| -------------- \| -------------- \| \| 1. \| Filippo Ganna \| Ineos Grenadiers \| 11t 25' 55" \| \| \| 2. \| Juan Ayuso \| UAE Team Emirates XRG \| + 22" \| \| \| 3. \| Antonio Tiberi \| Bahrain Victorious \| + 29" \| \| \| 4. \| Derek Gee \| Israel-Premier Tech \| + 34" \| \| \| 5. \| Mattia Cattaneo \| Soudal Quick-Step \| + 36" \| \| \| 6. \| Kévin Vauquelin \| Arkéa-B&B Hotels \| + 41" \| \| \| 7. \| Edward Dunbar \| Team Jayco AlUla \| + 44" \| \| \| 8. \| Laurens De Plus \| Ineos Grenadiers \| + 45" \| \| \| 9. \| Ben Healy \| EF Education-EasyPost \| + 48" \| \| \| 10. \| Romain Grégoire \| Groupama-FDJ \| + 48" \| \| |                 |                       |             |
| |                 |                       |             |
| |                 |                       |             |
| Totaltävlingen |                 |                       |             |
| Cyklist | Cyklist         | Lag                   | Tid         |
| 1. | Filippo Ganna   | Ineos Grenadiers      | 11t 25' 55" |
| 2. | Juan Ayuso      | UAE Team Emirates XRG | + 22"       |
| 3. | Antonio Tiberi  | Bahrain Victorious    | + 29"       |
| 4. | Derek Gee       | Israel-Premier Tech   | + 34"       |
| 5. | Mattia Cattaneo | Soudal Quick-Step     | + 36"       |
| 6. | Kévin Vauquelin | Arkéa-B&B Hotels      | + 41"       |
| 7. | Edward Dunbar   | Team Jayco AlUla      | + 44"       |
| 8. | Laurens De Plus | Ineos Grenadiers      | + 45"       |
| 9. | Ben Healy       | EF Education-EasyPost | + 48"       |
| 10. | Romain Grégoire | Groupama-FDJ          | + 48"       |

### 4:e etappen
| Norcia - Trasacco | Kuperat | (190 km) |

| \| Placeringar i etappen \| Placeringar i etappen \| Placeringar i etappen \| Placeringar i etappen \| Placeringar i etappen \| \| Cyklist \| Cyklist \| Lag \| Tid \| \| \| --------------------- \| --------------------- \| ----------------------------- \| --------------------- \| --------------------- \| \| 1. \| Olav Kooij \| Team Visma \\| Lease a Bike \| 4t 48' 05" \| \| \| 2. \| Rick Pluimers \| Tudor Pro Cycling Team \| + 0" \| \| \| 3. \| Mathieu van der Poel \| Alpecin-Deceuninck \| + 0" \| \| \| 4. \| Paul Magnier \| Soudal Quick-Step \| + 0" \| \| \| 5. \| Mirco Maestri \| Team Polti VisitMalta \| + 0" \| \| \| 6. \| Andrea Vendrame \| Decathlon-AG2R La Mondiale \| + 0" \| \| \| 7. \| Filippo Ganna \| Ineos Grenadiers \| + 0" \| \| \| 8. \| Tom Pidcock \| Q36.5 Pro Cycling Team \| + 0" \| \| \| 9. \| Giovanni Lonardi \| Team Polti VisitMalta \| + 0" \| \| \| 10. \| Filippo Fiorelli \| VF Group-Bardiani CSF-Faizanè \| + 0" \| \| |                      |                               |            |
| |                      |                               |            |
| |                      |                               |            |
| Placeringar i etappen |                      |                               |            |
| Cyklist | Cyklist              | Lag                           | Tid        |
| 1. | Olav Kooij           | Team Visma \| Lease a Bike    | 4t 48' 05" |
| 2. | Rick Pluimers        | Tudor Pro Cycling Team        | + 0"       |
| 3. | Mathieu van der Poel | Alpecin-Deceuninck            | + 0"       |
| 4. | Paul Magnier         | Soudal Quick-Step             | + 0"       |
| 5. | Mirco Maestri        | Team Polti VisitMalta         | + 0"       |
| 6. | Andrea Vendrame      | Decathlon-AG2R La Mondiale    | + 0"       |
| 7. | Filippo Ganna        | Ineos Grenadiers              | + 0"       |
| 8. | Tom Pidcock          | Q36.5 Pro Cycling Team        | + 0"       |
| 9. | Giovanni Lonardi     | Team Polti VisitMalta         | + 0"       |
| 10. | Filippo Fiorelli     | VF Group-Bardiani CSF-Faizanè | + 0"       |

| \| Totaltävlingen \| Totaltävlingen \| Totaltävlingen \| Totaltävlingen \| Totaltävlingen \| \| Cyklist \| Cyklist \| Lag \| Tid \| \| \| -------------- \| --------------- \| --------------------- \| -------------- \| -------------- \| \| 1. \| Filippo Ganna \| Ineos Grenadiers \| 16t 14' 00" \| \| \| 2. \| Juan Ayuso \| UAE Team Emirates XRG \| + 22" \| \| \| 3. \| Antonio Tiberi \| Bahrain Victorious \| + 29" \| \| \| 4. \| Derek Gee \| Israel-Premier Tech \| + 34" \| \| \| 5. \| Mattia Cattaneo \| Soudal Quick-Step \| + 36" \| \| \| 6. \| Kévin Vauquelin \| Arkéa-B&B Hotels \| + 41" \| \| \| 7. \| Edward Dunbar \| Team Jayco AlUla \| + 44" \| \| \| 8. \| Laurens De Plus \| Ineos Grenadiers \| + 45" \| \| \| 9. \| Ben Healy \| EF Education-EasyPost \| + 48" \| \| \| 10. \| Romain Grégoire \| Groupama-FDJ \| + 48" \| \| |                 |                       |             |
| |                 |                       |             |
| |                 |                       |             |
| Totaltävlingen |                 |                       |             |
| Cyklist | Cyklist         | Lag                   | Tid         |
| 1. | Filippo Ganna   | Ineos Grenadiers      | 16t 14' 00" |
| 2. | Juan Ayuso      | UAE Team Emirates XRG | + 22"       |
| 3. | Antonio Tiberi  | Bahrain Victorious    | + 29"       |
| 4. | Derek Gee       | Israel-Premier Tech   | + 34"       |
| 5. | Mattia Cattaneo | Soudal Quick-Step     | + 36"       |
| 6. | Kévin Vauquelin | Arkéa-B&B Hotels      | + 41"       |
| 7. | Edward Dunbar   | Team Jayco AlUla      | + 44"       |
| 8. | Laurens De Plus | Ineos Grenadiers      | + 45"       |
| 9. | Ben Healy       | EF Education-EasyPost | + 48"       |
| 10. | Romain Grégoire | Groupama-FDJ          | + 48"       |

### 5:e etappen
| Ascoli Piceno - Pergola | Kuperat | (205 km) |

| \| Placeringar i etappen \| Placeringar i etappen \| Placeringar i etappen \| Placeringar i etappen \| Placeringar i etappen \| \| Cyklist \| Cyklist \| Lag \| Tid \| \| \| --------------------- \| -------------------------- \| ----------------------- \| --------------------- \| --------------------- \| \| 1. \| Fredrik Dversnes \| Uno-X Mobility \| 5t 04' 56" \| \| \| 2. \| Mathieu van der Poel \| Alpecin-Deceuninck \| + 7" \| \| \| 3. \| Roger Adrià \| Red Bull-Bora-Hansgrohe \| + 7" \| \| \| 4. \| Giulio Ciccone \| Lidl-Trek \| + 7" \| \| \| 5. \| Alex Aranburu \| Cofidis \| + 7" \| \| \| 6. \| Tom Pidcock \| Q36.5 Pro Cycling Team \| + 7" \| \| \| 7. \| Romain Grégoire \| Groupama-FDJ \| + 7" \| \| \| 8. \| Tobias Halland Johannessen \| Uno-X Mobility \| + 7" \| \| \| 9. \| Peio Bilbao \| Bahrain Victorious \| + 7" \| \| \| 10. \| Simone Velasco \| XDS Astana Team \| + 7" \| \| |                            |                         |            |
| |                            |                         |            |
| |                            |                         |            |
| Placeringar i etappen |                            |                         |            |
| Cyklist | Cyklist                    | Lag                     | Tid        |
| 1. | Fredrik Dversnes           | Uno-X Mobility          | 5t 04' 56" |
| 2. | Mathieu van der Poel       | Alpecin-Deceuninck      | + 7"       |
| 3. | Roger Adrià                | Red Bull-Bora-Hansgrohe | + 7"       |
| 4. | Giulio Ciccone             | Lidl-Trek               | + 7"       |
| 5. | Alex Aranburu              | Cofidis                 | + 7"       |
| 6. | Tom Pidcock                | Q36.5 Pro Cycling Team  | + 7"       |
| 7. | Romain Grégoire            | Groupama-FDJ            | + 7"       |
| 8. | Tobias Halland Johannessen | Uno-X Mobility          | + 7"       |
| 9. | Peio Bilbao                | Bahrain Victorious      | + 7"       |
| 10. | Simone Velasco             | XDS Astana Team         | + 7"       |

| \| Totaltävlingen \| Totaltävlingen \| Totaltävlingen \| Totaltävlingen \| Totaltävlingen \| \| Cyklist \| Cyklist \| Lag \| Tid \| \| \| -------------- \| ---------------- \| ---------------------- \| -------------- \| -------------- \| \| 1. \| Filippo Ganna \| Ineos Grenadiers \| 21t 19' 03" \| \| \| 2. \| Juan Ayuso \| UAE Team Emirates XRG \| + 22" \| \| \| 3. \| Antonio Tiberi \| Bahrain Victorious \| + 29" \| \| \| 4. \| Derek Gee \| Israel-Premier Tech \| + 34" \| \| \| 5. \| Mattia Cattaneo \| Soudal Quick-Step \| + 36" \| \| \| 6. \| Kévin Vauquelin \| Arkéa-B&B Hotels \| + 41" \| \| \| 7. \| Laurens De Plus \| Ineos Grenadiers \| + 45" \| \| \| 8. \| Romain Grégoire \| Groupama-FDJ \| + 48" \| \| \| 9. \| David de la Cruz \| Q36.5 Pro Cycling Team \| + 54" \| \| \| 10. \| Peio Bilbao \| Bahrain Victorious \| + 54" \| \| |                  |                        |             |
| |                  |                        |             |
| |                  |                        |             |
| Totaltävlingen |                  |                        |             |
| Cyklist | Cyklist          | Lag                    | Tid         |
| 1. | Filippo Ganna    | Ineos Grenadiers       | 21t 19' 03" |
| 2. | Juan Ayuso       | UAE Team Emirates XRG  | + 22"       |
| 3. | Antonio Tiberi   | Bahrain Victorious     | + 29"       |
| 4. | Derek Gee        | Israel-Premier Tech    | + 34"       |
| 5. | Mattia Cattaneo  | Soudal Quick-Step      | + 36"       |
| 6. | Kévin Vauquelin  | Arkéa-B&B Hotels       | + 41"       |
| 7. | Laurens De Plus  | Ineos Grenadiers       | + 45"       |
| 8. | Romain Grégoire  | Groupama-FDJ           | + 48"       |
| 9. | David de la Cruz | Q36.5 Pro Cycling Team | + 54"       |
| 10. | Peio Bilbao      | Bahrain Victorious     | + 54"       |

### 6:e etappen
| Cartoceto - Frontignano | Bergsetapp | (163 km) |

| \| Placeringar i etappen \| Placeringar i etappen \| Placeringar i etappen \| Placeringar i etappen \| Placeringar i etappen \| \| Cyklist \| Cyklist \| Lag \| Tid \| \| \| --------------------- \| -------------------------- \| ----------------------- \| --------------------- \| --------------------- \| \| 1. \| Juan Ayuso \| UAE Team Emirates XRG \| 4t 14' 02" \| \| \| 2. \| Tom Pidcock \| Q36.5 Pro Cycling Team \| + 13" \| \| \| 3. \| Jai Hindley \| Red Bull-Bora-Hansgrohe \| + 13" \| \| \| 4. \| Mikel Landa \| Soudal Quick-Step \| + 15" \| \| \| 5. \| Antonio Tiberi \| Bahrain Victorious \| + 20" \| \| \| 6. \| Derek Gee \| Israel-Premier Tech \| + 20" \| \| \| 7. \| Isaac Del Toro \| UAE Team Emirates XRG \| + 36" \| \| \| 8. \| Ben Healy \| EF Education-EasyPost \| + 42" \| \| \| 9. \| Tobias Halland Johannessen \| Uno-X Mobility \| + 45" \| \| \| 10. \| Lorenzo Fortunato \| XDS Astana Team \| + 50" \| \| |                            |                         |            |
| |                            |                         |            |
| |                            |                         |            |
| Placeringar i etappen |                            |                         |            |
| Cyklist | Cyklist                    | Lag                     | Tid        |
| 1. | Juan Ayuso                 | UAE Team Emirates XRG   | 4t 14' 02" |
| 2. | Tom Pidcock                | Q36.5 Pro Cycling Team  | + 13"      |
| 3. | Jai Hindley                | Red Bull-Bora-Hansgrohe | + 13"      |
| 4. | Mikel Landa                | Soudal Quick-Step       | + 15"      |
| 5. | Antonio Tiberi             | Bahrain Victorious      | + 20"      |
| 6. | Derek Gee                  | Israel-Premier Tech     | + 20"      |
| 7. | Isaac Del Toro             | UAE Team Emirates XRG   | + 36"      |
| 8. | Ben Healy                  | EF Education-EasyPost   | + 42"      |
| 9. | Tobias Halland Johannessen | Uno-X Mobility          | + 45"      |
| 10. | Lorenzo Fortunato          | XDS Astana Team         | + 50"      |

| \| Totaltävlingen \| Totaltävlingen \| Totaltävlingen \| Totaltävlingen \| Totaltävlingen \| \| Cyklist \| Cyklist \| Lag \| Tid \| \| \| -------------- \| ---------------- \| ----------------------- \| -------------- \| -------------- \| \| 1. \| Juan Ayuso \| UAE Team Emirates XRG \| 25t 33' 17" \| \| \| 2. \| Antonio Tiberi \| Bahrain Victorious \| + 37" \| \| \| 3. \| Filippo Ganna \| Ineos Grenadiers \| + 38" \| \| \| 4. \| Derek Gee \| Israel-Premier Tech \| + 42" \| \| \| 5. \| Jai Hindley \| Red Bull-Bora-Hansgrohe \| + 53" \| \| \| 6. \| Tom Pidcock \| Q36.5 Pro Cycling Team \| + 56" \| \| \| 7. \| Mikel Landa \| Soudal Quick-Step \| + 1' 05" \| \| \| 8. \| David de la Cruz \| Q36.5 Pro Cycling Team \| + 1' 32" \| \| \| 9. \| Peio Bilbao \| Bahrain Victorious \| + 1' 32" \| \| \| 10. \| Mattia Cattaneo \| Soudal Quick-Step \| + 1' 38" \| \| |                  |                         |             |
| |                  |                         |             |
| |                  |                         |             |
| Totaltävlingen |                  |                         |             |
| Cyklist | Cyklist          | Lag                     | Tid         |
| 1. | Juan Ayuso       | UAE Team Emirates XRG   | 25t 33' 17" |
| 2. | Antonio Tiberi   | Bahrain Victorious      | + 37"       |
| 3. | Filippo Ganna    | Ineos Grenadiers        | + 38"       |
| 4. | Derek Gee        | Israel-Premier Tech     | + 42"       |
| 5. | Jai Hindley      | Red Bull-Bora-Hansgrohe | + 53"       |
| 6. | Tom Pidcock      | Q36.5 Pro Cycling Team  | + 56"       |
| 7. | Mikel Landa      | Soudal Quick-Step       | + 1' 05"    |
| 8. | David de la Cruz | Q36.5 Pro Cycling Team  | + 1' 32"    |
| 9. | Peio Bilbao      | Bahrain Victorious      | + 1' 32"    |
| 10. | Mattia Cattaneo  | Soudal Quick-Step       | + 1' 38"    |

### 7:e etappen
| Porto Potenza Picena - San Benedetto del Tronto | Flack etapp | (147 km) |

| \| Placeringar i etappen \| Placeringar i etappen \| Placeringar i etappen \| Placeringar i etappen \| Placeringar i etappen \| \| Cyklist \| Cyklist \| Lag \| Tid \| \| \| --------------------- \| --------------------- \| -------------------------- \| --------------------- \| --------------------- \| \| 1. \| Jonathan Milan \| Lidl-Trek \| 3t 08' 07" \| \| \| 2. \| Sam Bennett \| Decathlon-AG2R La Mondiale \| + 0" \| \| \| 3. \| Olav Kooij \| Team Visma \\| Lease a Bike \| + 0" \| \| \| 4. \| Jake Stewart \| Israel-Premier Tech \| + 0" \| \| \| 5. \| Paul Penhoët \| Groupama-FDJ \| + 0" \| \| \| 6. \| Giovanni Lonardi \| Team Polti VisitMalta \| + 0" \| \| \| 7. \| Maikel Zijlaard \| Tudor Pro Cycling Team \| + 0" \| \| \| 8. \| Natnael Tesfatsion \| Movistar Team \| + 0" \| \| \| 9. \| Casper van Uden \| Team Picnic-PostNL \| + 0" \| \| \| 10. \| Clément Venturini \| Arkéa-B&B Hotels \| + 0" \| \| |                    |                            |            |
| |                    |                            |            |
| |                    |                            |            |
| Placeringar i etappen |                    |                            |            |
| Cyklist | Cyklist            | Lag                        | Tid        |
| 1. | Jonathan Milan     | Lidl-Trek                  | 3t 08' 07" |
| 2. | Sam Bennett        | Decathlon-AG2R La Mondiale | + 0"       |
| 3. | Olav Kooij         | Team Visma \| Lease a Bike | + 0"       |
| 4. | Jake Stewart       | Israel-Premier Tech        | + 0"       |
| 5. | Paul Penhoët       | Groupama-FDJ               | + 0"       |
| 6. | Giovanni Lonardi   | Team Polti VisitMalta      | + 0"       |
| 7. | Maikel Zijlaard    | Tudor Pro Cycling Team     | + 0"       |
| 8. | Natnael Tesfatsion | Movistar Team              | + 0"       |
| 9. | Casper van Uden    | Team Picnic-PostNL         | + 0"       |
| 10. | Clément Venturini  | Arkéa-B&B Hotels           | + 0"       |

## Resultat

### Sammanlagt
| \| Totaltävlingen \| Totaltävlingen \| Totaltävlingen \| Totaltävlingen \| Totaltävlingen \| \| Cyklist \| Cyklist \| Lag \| Tid \| \| \| -------------- \| -------------------------- \| -------------------------- \| -------------- \| -------------- \| \| 1. \| Juan Ayuso \| UAE Team Emirates XRG \| 28t 41' 24" \| \| \| 2. \| Filippo Ganna \| Ineos Grenadiers \| + 35" \| \| \| 3. \| Antonio Tiberi \| Bahrain Victorious \| + 36" \| \| \| 4. \| Derek Gee \| Israel-Premier Tech \| + 42" \| \| \| 5. \| Jai Hindley \| Red Bull-Bora-Hansgrohe \| + 53" \| \| \| 6. \| Tom Pidcock \| Q36.5 Pro Cycling Team \| + 56" \| \| \| 7. \| Mikel Landa \| Soudal Quick-Step \| + 1' 05" \| \| \| 8. \| David de la Cruz \| Q36.5 Pro Cycling Team \| + 1' 32" \| \| \| 9. \| Peio Bilbao \| Bahrain Victorious \| + 1' 32" \| \| \| 10. \| Mattia Cattaneo \| Soudal Quick-Step \| + 1' 38" \| \| \| 11. \| Tobias Halland Johannessen \| Uno-X Mobility \| + 1' 46" \| \| \| 12. \| Kévin Vauquelin \| Arkéa-B&B Hotels \| + 1' 52" \| \| \| 13. \| Giulio Ciccone \| Lidl-Trek \| + 1' 58" \| \| \| 14. \| Simon Yates \| Team Visma \\| Lease a Bike \| + 2' 04" \| \| \| 15. \| Romain Grégoire \| Groupama-FDJ \| + 2' 05" \| \| |                            |                            |             |
| |                            |                            |             |
| Källa: ProCyclingStats |                            |                            |             |
| Totaltävlingen |                            |                            |             |
| Cyklist | Cyklist                    | Lag                        | Tid         |
| 1. | Juan Ayuso                 | UAE Team Emirates XRG      | 28t 41' 24" |
| 2. | Filippo Ganna              | Ineos Grenadiers           | + 35"       |
| 3. | Antonio Tiberi             | Bahrain Victorious         | + 36"       |
| 4. | Derek Gee                  | Israel-Premier Tech        | + 42"       |
| 5. | Jai Hindley                | Red Bull-Bora-Hansgrohe    | + 53"       |
| 6. | Tom Pidcock                | Q36.5 Pro Cycling Team     | + 56"       |
| 7. | Mikel Landa                | Soudal Quick-Step          | + 1' 05"    |
| 8. | David de la Cruz           | Q36.5 Pro Cycling Team     | + 1' 32"    |
| 9. | Peio Bilbao                | Bahrain Victorious         | + 1' 32"    |
| 10. | Mattia Cattaneo            | Soudal Quick-Step          | + 1' 38"    |
| 11. | Tobias Halland Johannessen | Uno-X Mobility             | + 1' 46"    |
| 12. | Kévin Vauquelin            | Arkéa-B&B Hotels           | + 1' 52"    |
| 13. | Giulio Ciccone             | Lidl-Trek                  | + 1' 58"    |
| 14. | Simon Yates                | Team Visma \| Lease a Bike | + 2' 04"    |
| 15. | Romain Grégoire            | Groupama-FDJ               | + 2' 05"    |

### Övriga tävlingar
| Poängtävlingen | Poängtävlingen       | Poängtävlingen             | Poängtävlingen | Poängtävlingen |
| Cyklist        | Cyklist              | Lag                        | Poäng          |                |
| -------------- | -------------------- | -------------------------- | -------------- | -------------- |
| 1.             | Jonathan Milan       | Lidl-Trek                  | 41 poäng       |                |
| 2.             | Tom Pidcock          | Q36.5 Pro Cycling Team     | 28 poäng       |                |
| 3.             | Olav Kooij           | Team Visma \| Lease a Bike | 27 poäng       |                |
| 4.             | Juan Ayuso           | UAE Team Emirates XRG      | 24 poäng       |                |
| 5.             | Filippo Ganna        | Ineos Grenadiers           | 22 poäng       |                |
| 6.             | Andrea Vendrame      | Decathlon-AG2R La Mondiale | 22 poäng       |                |
| 7.             | Mathieu van der Poel | Alpecin-Deceuninck         | 18 poäng       |                |
| 8.             | Rick Pluimers        | Tudor Pro Cycling Team     | 17 poäng       |                |
| 9.             | Antonio Tiberi       | Bahrain Victorious         | 15 poäng       |                |
| 10.            | Roger Adrià          | Red Bull-Bora-Hansgrohe    | 15 poäng       |                |

| Poängtävlingen | Poängtävlingen       | Poängtävlingen             | Poängtävlingen | Poängtävlingen |
| Cyklist        | Cyklist              | Lag                        | Poäng          |                |
| -------------- | -------------------- | -------------------------- | -------------- | -------------- |
| 1.             | Jonathan Milan       | Lidl-Trek                  | 41 poäng       |                |
| 2.             | Tom Pidcock          | Q36.5 Pro Cycling Team     | 28 poäng       |                |
| 3.             | Olav Kooij           | Team Visma \| Lease a Bike | 27 poäng       |                |
| 4.             | Juan Ayuso           | UAE Team Emirates XRG      | 24 poäng       |                |
| 5.             | Filippo Ganna        | Ineos Grenadiers           | 22 poäng       |                |
| 6.             | Andrea Vendrame      | Decathlon-AG2R La Mondiale | 22 poäng       |                |
| 7.             | Mathieu van der Poel | Alpecin-Deceuninck         | 18 poäng       |                |
| 8.             | Rick Pluimers        | Tudor Pro Cycling Team     | 17 poäng       |                |
| 9.             | Antonio Tiberi       | Bahrain Victorious         | 15 poäng       |                |
| 10.            | Roger Adrià          | Red Bull-Bora-Hansgrohe    | 15 poäng       |                |

| Bergstävlingen | Bergstävlingen   | Bergstävlingen                | Bergstävlingen | Bergstävlingen |
| Cyklist        | Cyklist          | Lag                           | Poäng          |                |
| -------------- | ---------------- | ----------------------------- | -------------- | -------------- |
| 1.             | Manuele Tarozzi  | VF Group-Bardiani CSF-Faizanè | 32 poäng       |                |
| 2.             | Juan Ayuso       | UAE Team Emirates XRG         | 20 poäng       |                |
| 3.             | Tom Pidcock      | Q36.5 Pro Cycling Team        | 13 poäng       |                |
| 4.             | Davide Bais      | Team Polti VisitMalta         | 11 poäng       |                |
| 5.             | Richard Carapaz  | EF Education-EasyPost         | 10 poäng       |                |
| 6.             | Fredrik Dversnes | Uno-X Mobility                | 8 poäng        |                |
| 7.             | Derek Gee        | Israel-Premier Tech           | 7 poäng        |                |
| 8.             | Jai Hindley      | Red Bull-Bora-Hansgrohe       | 7 poäng        |                |
| 9.             | Ben Healy        | EF Education-EasyPost         | 7 poäng        |                |
| 10.            | Brandon Rivera   | Ineos Grenadiers              | 5 poäng        |                |

| Bergstävlingen | Bergstävlingen   | Bergstävlingen                | Bergstävlingen | Bergstävlingen |
| Cyklist        | Cyklist          | Lag                           | Poäng          |                |
| -------------- | ---------------- | ----------------------------- | -------------- | -------------- |
| 1.             | Manuele Tarozzi  | VF Group-Bardiani CSF-Faizanè | 32 poäng       |                |
| 2.             | Juan Ayuso       | UAE Team Emirates XRG         | 20 poäng       |                |
| 3.             | Tom Pidcock      | Q36.5 Pro Cycling Team        | 13 poäng       |                |
| 4.             | Davide Bais      | Team Polti VisitMalta         | 11 poäng       |                |
| 5.             | Richard Carapaz  | EF Education-EasyPost         | 10 poäng       |                |
| 6.             | Fredrik Dversnes | Uno-X Mobility                | 8 poäng        |                |
| 7.             | Derek Gee        | Israel-Premier Tech           | 7 poäng        |                |
| 8.             | Jai Hindley      | Red Bull-Bora-Hansgrohe       | 7 poäng        |                |
| 9.             | Ben Healy        | EF Education-EasyPost         | 7 poäng        |                |
| 10.            | Brandon Rivera   | Ineos Grenadiers              | 5 poäng        |                |

| Ungdomstävlingen | Ungdomstävlingen       | Ungdomstävlingen              | Ungdomstävlingen | Ungdomstävlingen |
| Cyklist          | Cyklist                | Lag                           | Tid              |                  |
| ---------------- | ---------------------- | ----------------------------- | ---------------- | ---------------- |
| 1.               | Juan Ayuso             | UAE Team Emirates XRG         | 28t 41' 24"      |                  |
| 2.               | Antonio Tiberi         | Bahrain Victorious            | + 36"            |                  |
| 3.               | Kévin Vauquelin        | Arkéa-B&B Hotels              | + 1' 52"         |                  |
| 4.               | Romain Grégoire        | Groupama-FDJ                  | + 2' 05"         |                  |
| 5.               | Davide Piganzoli       | Team Polti VisitMalta         | + 2' 11"         |                  |
| 6.               | Isaac Del Toro         | UAE Team Emirates XRG         | + 2' 13"         |                  |
| 7.               | Alessandro Pinarello   | VF Group-Bardiani CSF-Faizanè | + 2' 41"         |                  |
| 8.               | Ben Healy              | EF Education-EasyPost         | + 2' 54"         |                  |
| 9.               | Florian Kajamini       | XDS Astana Team               | + 3' 26"         |                  |
| 10.              | Johannes Staune-Mittet | Decathlon-AG2R La Mondiale    | + 5' 25"         |                  |

| Ungdomstävlingen | Ungdomstävlingen       | Ungdomstävlingen              | Ungdomstävlingen | Ungdomstävlingen |
| Cyklist          | Cyklist                | Lag                           | Tid              |                  |
| ---------------- | ---------------------- | ----------------------------- | ---------------- | ---------------- |
| 1.               | Juan Ayuso             | UAE Team Emirates XRG         | 28t 41' 24"      |                  |
| 2.               | Antonio Tiberi         | Bahrain Victorious            | + 36"            |                  |
| 3.               | Kévin Vauquelin        | Arkéa-B&B Hotels              | + 1' 52"         |                  |
| 4.               | Romain Grégoire        | Groupama-FDJ                  | + 2' 05"         |                  |
| 5.               | Davide Piganzoli       | Team Polti VisitMalta         | + 2' 11"         |                  |
| 6.               | Isaac Del Toro         | UAE Team Emirates XRG         | + 2' 13"         |                  |
| 7.               | Alessandro Pinarello   | VF Group-Bardiani CSF-Faizanè | + 2' 41"         |                  |
| 8.               | Ben Healy              | EF Education-EasyPost         | + 2' 54"         |                  |
| 9.               | Florian Kajamini       | XDS Astana Team               | + 3' 26"         |                  |
| 10.              | Johannes Staune-Mittet | Decathlon-AG2R La Mondiale    | + 5' 25"         |                  |

| Lagtävlingen | Lagtävlingen          | Lagtävlingen | Lagtävlingen |
| Lag          | Lag                   | Tid          |              |
| ------------ | --------------------- | ------------ | ------------ |
| 1.           | UAE Team Emirates XRG | 86t 07' 15"  |              |
| 2.           | Soudal Quick-Step     | + 4' 23"     |              |
| 3.           | XDS Astana Team       | + 5' 21"     |              |
| 4.           | EF Education-EasyPost | + 6' 20"     |              |
| 5.           | Bahrain-Victorious    | + 6' 23"     |              |

| Lagtävlingen | Lagtävlingen          | Lagtävlingen | Lagtävlingen |
| Lag          | Lag                   | Tid          |              |
| ------------ | --------------------- | ------------ | ------------ |
| 1.           | UAE Team Emirates XRG | 86t 07' 15"  |              |
| 2.           | Soudal Quick-Step     | + 4' 23"     |              |
| 3.           | XDS Astana Team       | + 5' 21"     |              |
| 4.           | EF Education-EasyPost | + 6' 20"     |              |
| 5.           | Bahrain-Victorious    | + 6' 23"     |              |

## Startlista
| Alpecin-Deceuninck ADC                           | Alpecin-Deceuninck ADC      | Alpecin-Deceuninck ADC |
| ------------------------------------------------ | --------------------------- | ---------------------- |
| #                                                | Cyklist                     | Placering              |
| 1                                                | Mathieu van der Poel (NED)  | 50.                    |
| 2                                                | Sam Gaze (NZL)              | 115.                   |
| 3                                                | Robbe Ghys (BEL)            | DNS-3                  |
| 4                                                | Gal Glivar (SLO)            | 74.                    |
| 5                                                | Xandro Meurisse (BEL)       | 114.                   |
| 6                                                | Johan Price-Pejtersen (DEN) | DNF-5                  |
| 7                                                | Gianni Vermeersch (BEL)     | 54.                    |
| Sportchef : Gianni Meersman, Christoph Roodhooft |                             |                        |

| Arkéa-B&B Hotels ARK                   | Arkéa-B&B Hotels ARK     | Arkéa-B&B Hotels ARK |
| -------------------------------------- | ------------------------ | -------------------- |
| #                                      | Cyklist                  | Placering            |
| 11                                     | Amaury Capiot (BEL)      | 127.                 |
| 12                                     | Anthony Delaplace (FRA)  | 73.                  |
| 13                                     | Mathis Le Berre (FRA)    | 107.                 |
| 14                                     | Cristián Rodríguez (ESP) | 47.                  |
| 15                                     | Kévin Vauquelin (FRA)    | 12.                  |
| 16                                     | Clément Venturini (FRA)  | 80.                  |
| 17                                     | Alessandro Verre (ITA)   | DNF-5                |
| Sportchef : Yvon Ledanois, Didier Rous |                          |                      |

| Bahrain Victorious TBV                         | Bahrain Victorious TBV | Bahrain Victorious TBV |
| ---------------------------------------------- | ---------------------- | ---------------------- |
| #                                              | Cyklist                | Placering              |
| 21                                             | Antonio Tiberi (ITA)   | 3.                     |
| 22                                             | Peio Bilbao (ESP)      | 9.                     |
| 23                                             | Damiano Caruso (ITA)   | 66.                    |
| 24                                             | Afonso Eulálio (POR)   | DNF-5                  |
| 25                                             | Fran Miholjević (CRO)  | 120.                   |
| 26                                             | Andrea Pasqualon (ITA) | 123.                   |
| 27                                             | Robert Stannard (AUS)  | 89.                    |
| Sportchef : Gorazd Štangelj, Franco Pellizotti |                        |                        |

| Cofidis COF                                   | Cofidis COF                    | Cofidis COF |
| --------------------------------------------- | ------------------------------ | ----------- |
| #                                             | Cyklist                        | Placering   |
| 31                                            | Ion Izagirre (ESP)             | 28.         |
| 32                                            | Alex Aranburu (ESP) (landsväg) | 29.         |
| 33                                            | Bryan Coquard (FRA)            | 129.        |
| 34                                            | Valentin Ferron (FRA)          | 132.        |
| 35                                            | Jan Maas (NED)                 | 95.         |
| 36                                            | Paul Ourselin (FRA)            | 70.         |
| 37                                            | Benjamin Thomas (FRA)          | 71.         |
| Sportchef : Roberto Damiani, Bingen Fernández |                                |             |

| Decathlon-AG2R La Mondiale DAT          | Decathlon-AG2R La Mondiale DAT | Decathlon-AG2R La Mondiale DAT |
| --------------------------------------- | ------------------------------ | ------------------------------ |
| #                                       | Cyklist                        | Placering                      |
| 41                                      | Johannes Staune-Mittet (NOR)   | 36.                            |
| 42                                      | Sam Bennett (IRL)              | 136.                           |
| 43                                      | Dries De Bondt (BEL)           | 86.                            |
| 44                                      | Dorian Godon (FRA)             | 100.                           |
| 45                                      | Tord Gudmestad (NOR)           | 124.                           |
| 46                                      | Nicolas Prodhomme (FRA)        | 37.                            |
| 47                                      | Andrea Vendrame (ITA)          | 31.                            |
| Sportchef : Luke Roberts, Didier Jannel |                                |                                |

| EF Education-EasyPost EFE                          | EF Education-EasyPost EFE  | EF Education-EasyPost EFE |
| -------------------------------------------------- | -------------------------- | ------------------------- |
| #                                                  | Cyklist                    | Placering                 |
| 51                                                 | Richard Carapaz (ECU)      | 18.                       |
| 52                                                 | Ben Healy (IRL)            | 24.                       |
| 53                                                 | Samuele Battistella (ITA)  | 93.                       |
| 54                                                 | Esteban Chaves (COL)       | 40.                       |
| 55                                                 | Rui Costa (POR) (landsväg) | DNF-5                     |
| 56                                                 | James Shaw (GBR)           | DNS-1                     |
| 57                                                 | Michael Valgren (DEN)      | DNF-2                     |
| Sportchef : Juan Manuel Gárate, Tejay van Garderen |                            |                           |

| Groupama-FDJ GFC                             | Groupama-FDJ GFC       | Groupama-FDJ GFC |
| -------------------------------------------- | ---------------------- | ---------------- |
| #                                            | Cyklist                | Placering        |
| 61                                           | David Gaudu (FRA)      | DNF-2            |
| 62                                           | Lorenzo Germani (ITA)  | 65.              |
| 63                                           | Romain Grégoire (FRA)  | 15.              |
| 64                                           | Valentin Madouas (FRA) | 35.              |
| 65                                           | Quentin Pacher (FRA)   | 39.              |
| 66                                           | Paul Penhoët (FRA)     | 101.             |
| 67                                           | Clément Russo (FRA)    | 105.             |
| Sportchef : Thierry Bricaud, Jussi Veikkanen |                        |                  |

| Ineos Grenadiers IGD                       | Ineos Grenadiers IGD            | Ineos Grenadiers IGD |
| ------------------------------------------ | ------------------------------- | -------------------- |
| #                                          | Cyklist                         | Placering            |
| 71                                         | Filippo Ganna (ITA) (tempolopp) | 2.                   |
| 72                                         | Laurens De Plus (BEL)           | 46.                  |
| 73                                         | Lucas Hamilton (AUS)            | 116.                 |
| 74                                         | Michał Kwiatkowski (POL)        | DNF-5                |
| 75                                         | Salvatore Puccio (ITA)          | DNF-7                |
| 76                                         | Brandon Rivera (COL)            | 41.                  |
| 77                                         | Connor Swift (GBR)              | 77.                  |
| Sportchef : Zakkari Dempster, Ian Stannard |                                 |                      |

| Intermarché-Wanty IWA                  | Intermarché-Wanty IWA   | Intermarché-Wanty IWA |
| -------------------------------------- | ----------------------- | --------------------- |
| #                                      | Cyklist                 | Placering             |
| 81                                     | Kamiel Bonneu (BEL)     | 98.                   |
| 82                                     | Vito Braet (BEL)        | DNF-6                 |
| 83                                     | Francesco Busatto (ITA) | 58.                   |
| 84                                     | Kevin Colleoni (ITA)    | 81.                   |
| 85                                     | Tom Paquot (BEL)        | DNF-2                 |
| 86                                     | Louis Barré (FRA)       | DNS-1                 |
| 87                                     | Jonas Rutsch (GER)      | 43.                   |
| Sportchef : Aike Visbeek, Bart Wellens |                         |                       |

| Israel-Premier Tech IPT                  | Israel-Premier Tech IPT | Israel-Premier Tech IPT |
| ---------------------------------------- | ----------------------- | ----------------------- |
| #                                        | Cyklist                 | Placering               |
| 91                                       | Derek Gee (CAN)         | 4.                      |
| 92                                       | Pascal Ackermann (GER)  | DNF-3                   |
| 93                                       | Marco Frigo (ITA)       | 76.                     |
| 94                                       | Jakob Fuglsang (DEN)    | 84.                     |
| 95                                       | Hugo Houle (CAN)        | DNF-3                   |
| 96                                       | Nadav Raisberg (ISR)    | 128.                    |
| 97                                       | Jake Stewart (GBR)      | 118.                    |
| Sportchef : Sam Bewley, Francesco Frassi |                         |                         |

| Lidl-Trek LTK                           | Lidl-Trek LTK                            | Lidl-Trek LTK |
| --------------------------------------- | ---------------------------------------- | ------------- |
| #                                       | Cyklist                                  | Placering     |
| 101                                     | Giulio Ciccone (ITA)                     | 13.           |
| 102                                     | Simone Consonni (ITA)                    | DNF-5         |
| 103                                     | Amanuel Gebrezgabihier (ERI) (tempolopp) | 112.          |
| 104                                     | Jonathan Milan (ITA)                     | 135.          |
| 105                                     | Toms Skujiņš (LAT)                       | 104.          |
| 106                                     | Jasper Stuyven (BEL)                     | 44.           |
| 107                                     | Edward Theuns (BEL)                      | 130.          |
| Sportchef : Grégory Rast, Adriano Baffi |                                          |               |

| Movistar Team MOV        | Movistar Team MOV                   | Movistar Team MOV |
| ------------------------ | ----------------------------------- | ----------------- |
| #                        | Cyklist                             | Placering         |
| 111                      | Nairo Quintana (COL)                | 32.               |
| 112                      | Jorge Arcas (ESP)                   | 67.               |
| 113                      | Orluis Aular (VEN)                  | 52.               |
| 114                      | Davide Formolo (ITA)                | 51.               |
| 115                      | Einer Rubio (COL)                   | 20.               |
| 116                      | Pelayo Sánchez (ESP)                | DNF-6             |
| 117                      | Natnael Tesfatsion (ERI) (landsväg) | 99.               |
| Sportchef : Max Sciandri |                                     |                   |

| Q36.5 Pro Cycling Team Q36                     | Q36.5 Pro Cycling Team Q36         | Q36.5 Pro Cycling Team Q36 |
| ---------------------------------------------- | ---------------------------------- | -------------------------- |
| #                                              | Cyklist                            | Placering                  |
| 121                                            | Tom Pidcock (GBR)                  | 6.                         |
| 122                                            | Xabier Azparren (ESP)              | DNS-3                      |
| 123                                            | Gianluca Brambilla (ITA)           | DNF-5                      |
| 124                                            | David de la Cruz (ESP) (tempolopp) | 8.                         |
| 125                                            | Damien Howson (AUS)                | 119.                       |
| 126                                            | Mark Donovan (GBR)                 | 53.                        |
| 127                                            | Nickolas Zukowsky (CAN)            | DNF-7                      |
| Sportchef : Gabriele Missaglia, Alex Sans Vega |                                    |                            |

| Red Bull-Bora-Hansgrohe RBH                  | Red Bull-Bora-Hansgrohe RBH | Red Bull-Bora-Hansgrohe RBH |
| -------------------------------------------- | --------------------------- | --------------------------- |
| #                                            | Cyklist                     | Placering                   |
| 131                                          | Jai Hindley (AUS)           | 5.                          |
| 132                                          | Roger Adrià (ESP)           | 48.                         |
| 133                                          | Jonas Koch (GER)            | 94.                         |
| 134                                          | Filip Maciejuk (POL)        | 83.                         |
| 135                                          | Gianni Moscon (ITA)         | 62.                         |
| 136                                          | Anton Palzer (GER)          | DNS-3                       |
| 137                                          | Tim van Dijke (NED)         | 82.                         |
| Sportchef : Enrico Gasparotto, Roger Hammond |                             |                             |

| Soudal Quick-Step SOQ                        | Soudal Quick-Step SOQ        | Soudal Quick-Step SOQ |
| -------------------------------------------- | ---------------------------- | --------------------- |
| #                                            | Cyklist                      | Placering             |
| 141                                          | Mikel Landa (ESP)            | 7.                    |
| 142                                          | Mattia Cattaneo (ITA)        | 10.                   |
| 143                                          | Josef Černý (CZE)            | 117.                  |
| 144                                          | Paul Magnier (FRA)           | 91.                   |
| 145                                          | Valentin Paret-Peintre (FRA) | 38.                   |
| 146                                          | Casper Pedersen (DEN)        | 90.                   |
| 147                                          | Pepijn Reinderink (NED)      | 111.                  |
| Sportchef : Davide Bramati, Wilfried Peeters |                              |                       |

| Team Jayco AlUla JAY                     | Team Jayco AlUla JAY               | Team Jayco AlUla JAY |
| ---------------------------------------- | ---------------------------------- | -------------------- |
| #                                        | Cyklist                            | Placering            |
| 151                                      | Filippo Zana (ITA)                 | 25.                  |
| 152                                      | Edward Dunbar (IRL) (tempolopp)    | DNF-5                |
| 153                                      | Patrick Gamper (AUT)               | 125.                 |
| 154                                      | Dylan Groenewegen (NED) (landsväg) | 137.                 |
| 155                                      | Luka Mezgec (SLO)                  | 126.                 |
| 156                                      | Elmar Reinders (NED)               | 133.                 |
| 157                                      | Jasha Sütterlin (GER)              | 75.                  |
| Sportchef : Valerio Piva, Steve Cummings |                                    |                      |

| Team Picnic-PostNL TPP                   | Team Picnic-PostNL TPP | Team Picnic-PostNL TPP |
| ---------------------------------------- | ---------------------- | ---------------------- |
| #                                        | Cyklist                | Placering              |
| 161                                      | Chris Hamilton (AUS)   | 34.                    |
| 162                                      | Bjoern Koerdt (GBR)    | DNF-7                  |
| 163                                      | Gijs Leemreize (NED)   | 49.                    |
| 164                                      | Enzo Leijnse (NED)     | 102.                   |
| 165                                      | Niklas Märkl (GER)     | 122.                   |
| 166                                      | Casper van Uden (NED)  | 85.                    |
| 167                                      | Bram Welten (NED)      | DNS-6                  |
| Sportchef : Matthew Winston, Philip West |                        |                        |

| Team Polti VisitMalta PTV                    | Team Polti VisitMalta PTV | Team Polti VisitMalta PTV |
| -------------------------------------------- | ------------------------- | ------------------------- |
| #                                            | Cyklist                   | Placering                 |
| 171                                          | Davide Piganzoli (ITA)    | 17.                       |
| 172                                          | Davide Bais (ITA)         | 108.                      |
| 173                                          | Giovanni Lonardi (ITA)    | 106.                      |
| 174                                          | Mirco Maestri (ITA)       | 59.                       |
| 175                                          | Francisco Muñoz (ESP)     | 92.                       |
| 176                                          | Andrea Pietrobon (ITA)    | 109.                      |
| 177                                          | Alessandro Tonelli (ITA)  | 61.                       |
| Sportchef : Stefano Zanatta, Giovanni Ellena |                           |                           |

| Team Visma \| Lease a Bike TVL             | Team Visma \| Lease a Bike TVL | Team Visma \| Lease a Bike TVL |
| ------------------------------------------ | ------------------------------ | ------------------------------ |
| #                                          | Cyklist                        | Placering                      |
| 181                                        | Simon Yates (GBR)              | 14.                            |
| 182                                        | Olav Kooij (NED)               | 96.                            |
| 183                                        | Steven Kruijswijk (NED)        | 69.                            |
| 184                                        | Daniel McLay (GBR)             | 131.                           |
| 185                                        | Cian Uijtdebroeks (BEL)        | DNF-7                          |
| 186                                        | Attila Valter (HUN) (landsväg) | 56.                            |
| 187                                        | Dylan van Baarle (NED)         | 88.                            |
| Sportchef : Maarten Wynants, Jesper Mørkøv |                                |                                |

| Tudor Pro Cycling Team TUD                | Tudor Pro Cycling Team TUD | Tudor Pro Cycling Team TUD |
| ----------------------------------------- | -------------------------- | -------------------------- |
| #                                         | Cyklist                    | Placering                  |
| 191                                       | Marc Hirschi (SUI)         | 23.                        |
| 192                                       | Alexander Krieger (GER)    | 134.                       |
| 193                                       | Rick Pluimers (NED)        | 55.                        |
| 194                                       | Florian Stork (GER)        | 79.                        |
| 195                                       | Lawrence Warbasse (USA)    | 68.                        |
| 196                                       | Hannes Wilksch (GER)       | 57.                        |
| 197                                       | Maikel Zijlaard (NED)      | 121.                       |
| Sportchef : Matteo Tosatto, Claudio Cozzi |                            |                            |

| UAE Team Emirates XRG UAD                           | UAE Team Emirates XRG UAD             | UAE Team Emirates XRG UAD |
| --------------------------------------------------- | ------------------------------------- | ------------------------- |
| #                                                   | Cyklist                               | Placering                 |
| 201                                                 | Juan Ayuso (ESP)                      | 1.                        |
| 202                                                 | Rui Oliveira (POR)                    | DNF-7                     |
| 203                                                 | Isaac Del Toro (MEX)                  | 19.                       |
| 204                                                 | Felix Großschartner (AUT) (tempolopp) | 60.                       |
| 205                                                 | Rafał Majka (POL)                     | 72.                       |
| 206                                                 | Domen Novak (SLO) (landsväg)          | DNF-7                     |
| 207                                                 | Adam Yates (GBR)                      | 16.                       |
| Sportchef : Fabrizio Guidi, Manuele Mori, Tomás Gil |                                       |                           |

| Uno-X Mobility UXM                      | Uno-X Mobility UXM                  | Uno-X Mobility UXM |
| --------------------------------------- | ----------------------------------- | ------------------ |
| #                                       | Cyklist                             | Placering          |
| 211                                     | Magnus Cort (DEN)                   | 110.               |
| 212                                     | Fredrik Dversnes (NOR)              | 45.                |
| 213                                     | Ådne Holter (NOR)                   | 103.               |
| 214                                     | Anders Halland Johannessen (NOR)    | 78.                |
| 215                                     | Tobias Halland Johannessen (NOR)    | 11.                |
| 216                                     | William Blume Levy (DEN)            | 97.                |
| 217                                     | Søren Wærenskjold (NOR) (tempolopp) | 138.               |
| Sportchef : Gabriel Rasch, Emil Vinjebo |                                     |                    |

| VF Group-Bardiani CSF-Faizanè VBF                | VF Group-Bardiani CSF-Faizanè VBF | VF Group-Bardiani CSF-Faizanè VBF |
| ------------------------------------------------ | --------------------------------- | --------------------------------- |
| #                                                | Cyklist                           | Placering                         |
| 221                                              | Manuele Tarozzi (ITA)             | 63.                               |
| 222                                              | Lorenzo Conforti (ITA)            | DNF-4                             |
| 223                                              | Luca Covili (ITA)                 | 42.                               |
| 224                                              | Filippo Fiorelli (ITA)            | 30.                               |
| 225                                              | Alessandro Pinarello (ITA)        | 22.                               |
| 226                                              | Matteo Scalco (ITA)               | 64.                               |
| 227                                              | Enrico Zanoncello (ITA)           | 113.                              |
| Sportchef : Roberto Reverberi, Alessandro Donati |                                   |                                   |

| XDS Astana Team XAT                        | XDS Astana Team XAT              | XDS Astana Team XAT |
| ------------------------------------------ | -------------------------------- | ------------------- |
| #                                          | Cyklist                          | Placering           |
| 231                                        | Alberto Bettiol (ITA) (landsväg) | DNS-3               |
| 232                                        | Nicola Conci (ITA)               | 33.                 |
| 233                                        | Lorenzo Fortunato (ITA)          | 21.                 |
| 234                                        | Florian Kajamini (ITA)           | 27.                 |
| 235                                        | Wout Poels (NED)                 | DNF-5               |
| 236                                        | Davide Toneatti (ITA)            | 87.                 |
| 237                                        | Simone Velasco (ITA)             | 26.                 |
| Sportchef : Alexandr Shefer, Dario Cataldo |                                  |                     |

| Alpecin-Deceuninck ADC                           | Alpecin-Deceuninck ADC      | Alpecin-Deceuninck ADC |
| ------------------------------------------------ | --------------------------- | ---------------------- |
| #                                                | Cyklist                     | Placering              |
| 1                                                | Mathieu van der Poel (NED)  | 50.                    |
| 2                                                | Sam Gaze (NZL)              | 115.                   |
| 3                                                | Robbe Ghys (BEL)            | DNS-3                  |
| 4                                                | Gal Glivar (SLO)            | 74.                    |
| 5                                                | Xandro Meurisse (BEL)       | 114.                   |
| 6                                                | Johan Price-Pejtersen (DEN) | DNF-5                  |
| 7                                                | Gianni Vermeersch (BEL)     | 54.                    |
| Sportchef : Gianni Meersman, Christoph Roodhooft |                             |                        |

| Arkéa-B&B Hotels ARK                   | Arkéa-B&B Hotels ARK     | Arkéa-B&B Hotels ARK |
| -------------------------------------- | ------------------------ | -------------------- |
| #                                      | Cyklist                  | Placering            |
| 11                                     | Amaury Capiot (BEL)      | 127.                 |
| 12                                     | Anthony Delaplace (FRA)  | 73.                  |
| 13                                     | Mathis Le Berre (FRA)    | 107.                 |
| 14                                     | Cristián Rodríguez (ESP) | 47.                  |
| 15                                     | Kévin Vauquelin (FRA)    | 12.                  |
| 16                                     | Clément Venturini (FRA)  | 80.                  |
| 17                                     | Alessandro Verre (ITA)   | DNF-5                |
| Sportchef : Yvon Ledanois, Didier Rous |                          |                      |

| Bahrain Victorious TBV                         | Bahrain Victorious TBV | Bahrain Victorious TBV |
| ---------------------------------------------- | ---------------------- | ---------------------- |
| #                                              | Cyklist                | Placering              |
| 21                                             | Antonio Tiberi (ITA)   | 3.                     |
| 22                                             | Peio Bilbao (ESP)      | 9.                     |
| 23                                             | Damiano Caruso (ITA)   | 66.                    |
| 24                                             | Afonso Eulálio (POR)   | DNF-5                  |
| 25                                             | Fran Miholjević (CRO)  | 120.                   |
| 26                                             | Andrea Pasqualon (ITA) | 123.                   |
| 27                                             | Robert Stannard (AUS)  | 89.                    |
| Sportchef : Gorazd Štangelj, Franco Pellizotti |                        |                        |

| Cofidis COF                                   | Cofidis COF                    | Cofidis COF |
| --------------------------------------------- | ------------------------------ | ----------- |
| #                                             | Cyklist                        | Placering   |
| 31                                            | Ion Izagirre (ESP)             | 28.         |
| 32                                            | Alex Aranburu (ESP) (landsväg) | 29.         |
| 33                                            | Bryan Coquard (FRA)            | 129.        |
| 34                                            | Valentin Ferron (FRA)          | 132.        |
| 35                                            | Jan Maas (NED)                 | 95.         |
| 36                                            | Paul Ourselin (FRA)            | 70.         |
| 37                                            | Benjamin Thomas (FRA)          | 71.         |
| Sportchef : Roberto Damiani, Bingen Fernández |                                |             |

| Decathlon-AG2R La Mondiale DAT          | Decathlon-AG2R La Mondiale DAT | Decathlon-AG2R La Mondiale DAT |
| --------------------------------------- | ------------------------------ | ------------------------------ |
| #                                       | Cyklist                        | Placering                      |
| 41                                      | Johannes Staune-Mittet (NOR)   | 36.                            |
| 42                                      | Sam Bennett (IRL)              | 136.                           |
| 43                                      | Dries De Bondt (BEL)           | 86.                            |
| 44                                      | Dorian Godon (FRA)             | 100.                           |
| 45                                      | Tord Gudmestad (NOR)           | 124.                           |
| 46                                      | Nicolas Prodhomme (FRA)        | 37.                            |
| 47                                      | Andrea Vendrame (ITA)          | 31.                            |
| Sportchef : Luke Roberts, Didier Jannel |                                |                                |

| EF Education-EasyPost EFE                          | EF Education-EasyPost EFE  | EF Education-EasyPost EFE |
| -------------------------------------------------- | -------------------------- | ------------------------- |
| #                                                  | Cyklist                    | Placering                 |
| 51                                                 | Richard Carapaz (ECU)      | 18.                       |
| 52                                                 | Ben Healy (IRL)            | 24.                       |
| 53                                                 | Samuele Battistella (ITA)  | 93.                       |
| 54                                                 | Esteban Chaves (COL)       | 40.                       |
| 55                                                 | Rui Costa (POR) (landsväg) | DNF-5                     |
| 56                                                 | James Shaw (GBR)           | DNS-1                     |
| 57                                                 | Michael Valgren (DEN)      | DNF-2                     |
| Sportchef : Juan Manuel Gárate, Tejay van Garderen |                            |                           |

| Groupama-FDJ GFC                             | Groupama-FDJ GFC       | Groupama-FDJ GFC |
| -------------------------------------------- | ---------------------- | ---------------- |
| #                                            | Cyklist                | Placering        |
| 61                                           | David Gaudu (FRA)      | DNF-2            |
| 62                                           | Lorenzo Germani (ITA)  | 65.              |
| 63                                           | Romain Grégoire (FRA)  | 15.              |
| 64                                           | Valentin Madouas (FRA) | 35.              |
| 65                                           | Quentin Pacher (FRA)   | 39.              |
| 66                                           | Paul Penhoët (FRA)     | 101.             |
| 67                                           | Clément Russo (FRA)    | 105.             |
| Sportchef : Thierry Bricaud, Jussi Veikkanen |                        |                  |

| Ineos Grenadiers IGD                       | Ineos Grenadiers IGD            | Ineos Grenadiers IGD |
| ------------------------------------------ | ------------------------------- | -------------------- |
| #                                          | Cyklist                         | Placering            |
| 71                                         | Filippo Ganna (ITA) (tempolopp) | 2.                   |
| 72                                         | Laurens De Plus (BEL)           | 46.                  |
| 73                                         | Lucas Hamilton (AUS)            | 116.                 |
| 74                                         | Michał Kwiatkowski (POL)        | DNF-5                |
| 75                                         | Salvatore Puccio (ITA)          | DNF-7                |
| 76                                         | Brandon Rivera (COL)            | 41.                  |
| 77                                         | Connor Swift (GBR)              | 77.                  |
| Sportchef : Zakkari Dempster, Ian Stannard |                                 |                      |

| Intermarché-Wanty IWA                  | Intermarché-Wanty IWA   | Intermarché-Wanty IWA |
| -------------------------------------- | ----------------------- | --------------------- |
| #                                      | Cyklist                 | Placering             |
| 81                                     | Kamiel Bonneu (BEL)     | 98.                   |
| 82                                     | Vito Braet (BEL)        | DNF-6                 |
| 83                                     | Francesco Busatto (ITA) | 58.                   |
| 84                                     | Kevin Colleoni (ITA)    | 81.                   |
| 85                                     | Tom Paquot (BEL)        | DNF-2                 |
| 86                                     | Louis Barré (FRA)       | DNS-1                 |
| 87                                     | Jonas Rutsch (GER)      | 43.                   |
| Sportchef : Aike Visbeek, Bart Wellens |                         |                       |

| Israel-Premier Tech IPT                  | Israel-Premier Tech IPT | Israel-Premier Tech IPT |
| ---------------------------------------- | ----------------------- | ----------------------- |
| #                                        | Cyklist                 | Placering               |
| 91                                       | Derek Gee (CAN)         | 4.                      |
| 92                                       | Pascal Ackermann (GER)  | DNF-3                   |
| 93                                       | Marco Frigo (ITA)       | 76.                     |
| 94                                       | Jakob Fuglsang (DEN)    | 84.                     |
| 95                                       | Hugo Houle (CAN)        | DNF-3                   |
| 96                                       | Nadav Raisberg (ISR)    | 128.                    |
| 97                                       | Jake Stewart (GBR)      | 118.                    |
| Sportchef : Sam Bewley, Francesco Frassi |                         |                         |

| Lidl-Trek LTK                           | Lidl-Trek LTK                            | Lidl-Trek LTK |
| --------------------------------------- | ---------------------------------------- | ------------- |
| #                                       | Cyklist                                  | Placering     |
| 101                                     | Giulio Ciccone (ITA)                     | 13.           |
| 102                                     | Simone Consonni (ITA)                    | DNF-5         |
| 103                                     | Amanuel Gebrezgabihier (ERI) (tempolopp) | 112.          |
| 104                                     | Jonathan Milan (ITA)                     | 135.          |
| 105                                     | Toms Skujiņš (LAT)                       | 104.          |
| 106                                     | Jasper Stuyven (BEL)                     | 44.           |
| 107                                     | Edward Theuns (BEL)                      | 130.          |
| Sportchef : Grégory Rast, Adriano Baffi |                                          |               |

| Movistar Team MOV        | Movistar Team MOV                   | Movistar Team MOV |
| ------------------------ | ----------------------------------- | ----------------- |
| #                        | Cyklist                             | Placering         |
| 111                      | Nairo Quintana (COL)                | 32.               |
| 112                      | Jorge Arcas (ESP)                   | 67.               |
| 113                      | Orluis Aular (VEN)                  | 52.               |
| 114                      | Davide Formolo (ITA)                | 51.               |
| 115                      | Einer Rubio (COL)                   | 20.               |
| 116                      | Pelayo Sánchez (ESP)                | DNF-6             |
| 117                      | Natnael Tesfatsion (ERI) (landsväg) | 99.               |
| Sportchef : Max Sciandri |                                     |                   |

| Q36.5 Pro Cycling Team Q36                     | Q36.5 Pro Cycling Team Q36         | Q36.5 Pro Cycling Team Q36 |
| ---------------------------------------------- | ---------------------------------- | -------------------------- |
| #                                              | Cyklist                            | Placering                  |
| 121                                            | Tom Pidcock (GBR)                  | 6.                         |
| 122                                            | Xabier Azparren (ESP)              | DNS-3                      |
| 123                                            | Gianluca Brambilla (ITA)           | DNF-5                      |
| 124                                            | David de la Cruz (ESP) (tempolopp) | 8.                         |
| 125                                            | Damien Howson (AUS)                | 119.                       |
| 126                                            | Mark Donovan (GBR)                 | 53.                        |
| 127                                            | Nickolas Zukowsky (CAN)            | DNF-7                      |
| Sportchef : Gabriele Missaglia, Alex Sans Vega |                                    |                            |

| Red Bull-Bora-Hansgrohe RBH                  | Red Bull-Bora-Hansgrohe RBH | Red Bull-Bora-Hansgrohe RBH |
| -------------------------------------------- | --------------------------- | --------------------------- |
| #                                            | Cyklist                     | Placering                   |
| 131                                          | Jai Hindley (AUS)           | 5.                          |
| 132                                          | Roger Adrià (ESP)           | 48.                         |
| 133                                          | Jonas Koch (GER)            | 94.                         |
| 134                                          | Filip Maciejuk (POL)        | 83.                         |
| 135                                          | Gianni Moscon (ITA)         | 62.                         |
| 136                                          | Anton Palzer (GER)          | DNS-3                       |
| 137                                          | Tim van Dijke (NED)         | 82.                         |
| Sportchef : Enrico Gasparotto, Roger Hammond |                             |                             |

| Soudal Quick-Step SOQ                        | Soudal Quick-Step SOQ        | Soudal Quick-Step SOQ |
| -------------------------------------------- | ---------------------------- | --------------------- |
| #                                            | Cyklist                      | Placering             |
| 141                                          | Mikel Landa (ESP)            | 7.                    |
| 142                                          | Mattia Cattaneo (ITA)        | 10.                   |
| 143                                          | Josef Černý (CZE)            | 117.                  |
| 144                                          | Paul Magnier (FRA)           | 91.                   |
| 145                                          | Valentin Paret-Peintre (FRA) | 38.                   |
| 146                                          | Casper Pedersen (DEN)        | 90.                   |
| 147                                          | Pepijn Reinderink (NED)      | 111.                  |
| Sportchef : Davide Bramati, Wilfried Peeters |                              |                       |

| Team Jayco AlUla JAY                     | Team Jayco AlUla JAY               | Team Jayco AlUla JAY |
| ---------------------------------------- | ---------------------------------- | -------------------- |
| #                                        | Cyklist                            | Placering            |
| 151                                      | Filippo Zana (ITA)                 | 25.                  |
| 152                                      | Edward Dunbar (IRL) (tempolopp)    | DNF-5                |
| 153                                      | Patrick Gamper (AUT)               | 125.                 |
| 154                                      | Dylan Groenewegen (NED) (landsväg) | 137.                 |
| 155                                      | Luka Mezgec (SLO)                  | 126.                 |
| 156                                      | Elmar Reinders (NED)               | 133.                 |
| 157                                      | Jasha Sütterlin (GER)              | 75.                  |
| Sportchef : Valerio Piva, Steve Cummings |                                    |                      |

| Team Picnic-PostNL TPP                   | Team Picnic-PostNL TPP | Team Picnic-PostNL TPP |
| ---------------------------------------- | ---------------------- | ---------------------- |
| #                                        | Cyklist                | Placering              |
| 161                                      | Chris Hamilton (AUS)   | 34.                    |
| 162                                      | Bjoern Koerdt (GBR)    | DNF-7                  |
| 163                                      | Gijs Leemreize (NED)   | 49.                    |
| 164                                      | Enzo Leijnse (NED)     | 102.                   |
| 165                                      | Niklas Märkl (GER)     | 122.                   |
| 166                                      | Casper van Uden (NED)  | 85.                    |
| 167                                      | Bram Welten (NED)      | DNS-6                  |
| Sportchef : Matthew Winston, Philip West |                        |                        |

| Team Polti VisitMalta PTV                    | Team Polti VisitMalta PTV | Team Polti VisitMalta PTV |
| -------------------------------------------- | ------------------------- | ------------------------- |
| #                                            | Cyklist                   | Placering                 |
| 171                                          | Davide Piganzoli (ITA)    | 17.                       |
| 172                                          | Davide Bais (ITA)         | 108.                      |
| 173                                          | Giovanni Lonardi (ITA)    | 106.                      |
| 174                                          | Mirco Maestri (ITA)       | 59.                       |
| 175                                          | Francisco Muñoz (ESP)     | 92.                       |
| 176                                          | Andrea Pietrobon (ITA)    | 109.                      |
| 177                                          | Alessandro Tonelli (ITA)  | 61.                       |
| Sportchef : Stefano Zanatta, Giovanni Ellena |                           |                           |

| Team Visma \| Lease a Bike TVL             | Team Visma \| Lease a Bike TVL | Team Visma \| Lease a Bike TVL |
| ------------------------------------------ | ------------------------------ | ------------------------------ |
| #                                          | Cyklist                        | Placering                      |
| 181                                        | Simon Yates (GBR)              | 14.                            |
| 182                                        | Olav Kooij (NED)               | 96.                            |
| 183                                        | Steven Kruijswijk (NED)        | 69.                            |
| 184                                        | Daniel McLay (GBR)             | 131.                           |
| 185                                        | Cian Uijtdebroeks (BEL)        | DNF-7                          |
| 186                                        | Attila Valter (HUN) (landsväg) | 56.                            |
| 187                                        | Dylan van Baarle (NED)         | 88.                            |
| Sportchef : Maarten Wynants, Jesper Mørkøv |                                |                                |

| Tudor Pro Cycling Team TUD                | Tudor Pro Cycling Team TUD | Tudor Pro Cycling Team TUD |
| ----------------------------------------- | -------------------------- | -------------------------- |
| #                                         | Cyklist                    | Placering                  |
| 191                                       | Marc Hirschi (SUI)         | 23.                        |
| 192                                       | Alexander Krieger (GER)    | 134.                       |
| 193                                       | Rick Pluimers (NED)        | 55.                        |
| 194                                       | Florian Stork (GER)        | 79.                        |
| 195                                       | Lawrence Warbasse (USA)    | 68.                        |
| 196                                       | Hannes Wilksch (GER)       | 57.                        |
| 197                                       | Maikel Zijlaard (NED)      | 121.                       |
| Sportchef : Matteo Tosatto, Claudio Cozzi |                            |                            |

| UAE Team Emirates XRG UAD                           | UAE Team Emirates XRG UAD             | UAE Team Emirates XRG UAD |
| --------------------------------------------------- | ------------------------------------- | ------------------------- |
| #                                                   | Cyklist                               | Placering                 |
| 201                                                 | Juan Ayuso (ESP)                      | 1.                        |
| 202                                                 | Rui Oliveira (POR)                    | DNF-7                     |
| 203                                                 | Isaac Del Toro (MEX)                  | 19.                       |
| 204                                                 | Felix Großschartner (AUT) (tempolopp) | 60.                       |
| 205                                                 | Rafał Majka (POL)                     | 72.                       |
| 206                                                 | Domen Novak (SLO) (landsväg)          | DNF-7                     |
| 207                                                 | Adam Yates (GBR)                      | 16.                       |
| Sportchef : Fabrizio Guidi, Manuele Mori, Tomás Gil |                                       |                           |

| Uno-X Mobility UXM                      | Uno-X Mobility UXM                  | Uno-X Mobility UXM |
| --------------------------------------- | ----------------------------------- | ------------------ |
| #                                       | Cyklist                             | Placering          |
| 211                                     | Magnus Cort (DEN)                   | 110.               |
| 212                                     | Fredrik Dversnes (NOR)              | 45.                |
| 213                                     | Ådne Holter (NOR)                   | 103.               |
| 214                                     | Anders Halland Johannessen (NOR)    | 78.                |
| 215                                     | Tobias Halland Johannessen (NOR)    | 11.                |
| 216                                     | William Blume Levy (DEN)            | 97.                |
| 217                                     | Søren Wærenskjold (NOR) (tempolopp) | 138.               |
| Sportchef : Gabriel Rasch, Emil Vinjebo |                                     |                    |

| VF Group-Bardiani CSF-Faizanè VBF                | VF Group-Bardiani CSF-Faizanè VBF | VF Group-Bardiani CSF-Faizanè VBF |
| ------------------------------------------------ | --------------------------------- | --------------------------------- |
| #                                                | Cyklist                           | Placering                         |
| 221                                              | Manuele Tarozzi (ITA)             | 63.                               |
| 222                                              | Lorenzo Conforti (ITA)            | DNF-4                             |
| 223                                              | Luca Covili (ITA)                 | 42.                               |
| 224                                              | Filippo Fiorelli (ITA)            | 30.                               |
| 225                                              | Alessandro Pinarello (ITA)        | 22.                               |
| 226                                              | Matteo Scalco (ITA)               | 64.                               |
| 227                                              | Enrico Zanoncello (ITA)           | 113.                              |
| Sportchef : Roberto Reverberi, Alessandro Donati |                                   |                                   |

| XDS Astana Team XAT                        | XDS Astana Team XAT              | XDS Astana Team XAT |
| ------------------------------------------ | -------------------------------- | ------------------- |
| #                                          | Cyklist                          | Placering           |
| 231                                        | Alberto Bettiol (ITA) (landsväg) | DNS-3               |
| 232                                        | Nicola Conci (ITA)               | 33.                 |
| 233                                        | Lorenzo Fortunato (ITA)          | 21.                 |
| 234                                        | Florian Kajamini (ITA)           | 27.                 |
| 235                                        | Wout Poels (NED)                 | DNF-5               |
| 236                                        | Davide Toneatti (ITA)            | 87.                 |
| 237                                        | Simone Velasco (ITA)             | 26.                 |
| Sportchef : Alexandr Shefer, Dario Cataldo |                                  |                     |

Förklaringar
DNF = Fullföljde inte, OTL = Utanför tidsgränsen, DNS = Startade inte, DSQ = Diskvalificerad